# Bade Bacheli
Bade Bacheli é uma cidade e uma nagar panchayat no distrito de Dantewada, no estado indiano de Chhattisgarh.

## Demografia
Segundo o censo de 2001, Bade Bacheli tinha uma população de 20 407 habitantes. Os indivíduos do sexo masculino constituem 53% da população e os do sexo feminino 47%. Bade Bacheli tem uma taxa de literacia de 65%, superior à média nacional de 59,5%; com 60% para o sexo masculino e 40% para o sexo feminino. 13% da população está abaixo dos 6 anos de idade.